# Simran
Simran (hebreiska: זִמְרָן, Zimran) var enligt Bibeln son till patriarken Abraham och dennes fru Ketura. Simran hade fem bröder, Jokshan, Medan, Midjan, Jishbak och Shuach.